# Cervonoivanivka, Krînîcikî
Cervonoivanivka (în ucraineană Червоноіванівка) este localitatea de reședință a comunei Cervonoivanivka din raionul Krînîcikî, regiunea Dnipropetrovsk, Ucraina.

## Demografie
Componența lingvistică a localității Cervonoivanivka
     Ucraineană (91,61%)
     Rusă (6,88%)
     Alte limbi (0,71%)
Conform recensământului din 2001, majoritatea populației localității Cervonoivanivka era vorbitoare de ucraineană (91,61%), existând în minoritate și vorbitori de rusă (6,88%).